# Certiport
Certiport — американская компания, предоставляющая услуги разработки тестов и автоматизированного тестирования.  Компания управляет сетью из более чем 12 тысяч тестовых центров по всему миру (более ста тестовых центров расположены на территории России и СНГ). Система тестирования Certiport включает в себя официальную сертификацию пакета программ Microsoft Office, программ сертификации Microsoft Technology Associate, Adobe Certified Associate, CompTIA Strata ™ IT Fundamentals, Autodesk ® Certified User, Intuit QuickBooks Certified User и Internet and Computing Core Certification (IC³).

## История
1997 - Основание компании Certiport.
1997 - Запуск первой программы сертификации (Microsoft® Office Specialist).
2002 - Запуск программы сертификации Internet and Computing Core Certification (IC³).
2007 - Компания Certiport совместно с компанией Microsoft объявила о создании новой линейки сертификации, ориентированной на бизнес-приложения, которая послужила в дальнейшем основой для создания сертификации по Microsoft Office 2007.
2007, июнь - Компания Adobe в сотрудничестве с компанией Certiport запустила программу сертификации Adobe Certified Associate.
2010, апрель - Компании CompTIA и Certiport объявили о стратегическом партнерстве.
2010, май - Компания Certiport приобрела компанию MeasureUp LLC, мирового лидера в области практических IT-тестов с тем, чтобы предложить полный спектр решений для поддержки всего жизненного цикла сертификации, включая учебные материалы, практику экзаменов и сертификации.
2010, июль -  Certiport представила программу сертификации Microsoft Technology Associate (MTA) на глобальном академическом рынке. Основным отличием этой программы сертификации является её ориентирование на проверку фундаментальных знаний студентов в области информационных технологий и разработки программного обеспечения и служит первой ступенью на пути к сертификатам более высокого уровня.
2011 -  Certiport расширила свой портфель сертификации добавив к уже существующим сертификациям Autodesk Certified User и Intuit QuickBooks Certified User.
2012, май - Компания Certiport была приобретена компанией PearsonVUE с сохранением независимого статуса.
2012, сентябрь - Certiport объявила о том, что в линейка сертификации Microsoft Office Specialist 2010 дополняется экзаменом по облачному сервису Office 365.
2013, март - Компания Certiport представила программу сертификации Microsoft Office Specialist 2013 (в настоящее время доступны только экзамены по Word 2013 Core и Excel 2013 Core).

## Деятельность
Сеть из более чем 12 тысяч тестовых центров Certiport принимают сертификационные экзамены в 152 странах на 27 языках. Начиная с 2002 года более 750 тысяч студентов приняли участие в всемирных соревнованиях Certiport по проверке знаний Microsoft Office (Certiport Worldwide Competition on Microsoft Office)и IC³ (IC³ World Cup competitions).